# زنباوية
الزنباوية (الاسم العلمي: Pangoniini) هي قبيلة من الحشرات تتبع الفصيلة النعرية من رتبة ذوات الجناحين.

## أجناس الزنباوية
- الزنباء